# أبو عبد الله الجذامي
أبو عبد الله محمد بن حسن بن سباع بن أبي بكر الجذامي شمس الدين الصائغ اللغوي المصري، ثم انتقل إلى دمشق. وبذلك الاسم ذكره ابن العماد الحنبلي والذهبي لكن ابن تغري بردي وحاجي خليفة وغيرهما ذكروه باسم ابن الصائغ.

## مولده وعلمه
ولد تقريباً سنة 645 هـ بدمشق، وسمع الحديث وكان أديبا فاضلاً بارعاً بالنظم والنثر، وعلم العروض والبديع والنحو واللغة، وقد اختصر صحاح الجوهري، وشرح مقصورة ابن دريد، وله قصيدة تائية تشتمل على ألفي بيت فأكثر، ذكر فيها العلوم والصنائع، وهو صاحب «كتاب اللمحة في شرح الملحة». وكان حسن الأخلاق لطيف المحاورة والمحاضرة، وكان يسكن بين درب الحبالين والفراش عند بستان القط.

## وفاته
توفي بداره يوم الاثنين ثالث شعبان سنة 720هـ ودفن بباب الصغير.